# Austromuellera valida
Austromuellera valida är en tvåhjärtbladig växtart som beskrevs av Bernard Patrick Matthew Hyland. Austromuellera valida ingår i släktet Austromuellera och familjen Proteaceae. Inga underarter finns listade i Catalogue of Life.